# محمية فيلا فاكيتي البيولوجية
محمية فيلا فاتشيني البيولوجية (البرتغالية: Reserva Biológica Estadual Vila Fachini) هي محمية طبيعية تقع في مدينة ساو باولو، البرازيل.
أُنشئت محمية فيلا فاشيني البيولوجية بموجب المرسوم رقم 45.803 في عام 1965.[بحاجة لمصدر] وتبلغ مساحتها 70 هكتار (170 أكر). تقع في بلدية ساو باولو، وفي عام 2003 كانت إحدى وحدات الحفظ التي استفادت من التمويل الفيدرالي الذي قدمته ICMS Ecológico.